# شهرداری خنی
شهرداری خنی (گرجی: ხონის მუნიციპალიტეტი) یکی از شهرداری‌های گرجستان در استان ایمرتی است. مرکز اداری آن خنی است.
جمعیت: ۲۳۵۷۰ (سرشماری ۲۰۱۴)
مساحت: ۴۲۹ کیلومتر مربع